# Tjolöholms kyrka
Tjolöholms kyrka är en kyrkobyggnad nära Tjolöholms slott i Kungsbacka kommun som är öppen för alla kristna samfund. 
Kyrkan byggdes som gudstjänstlokal för slottets anställda, vilka bodde i den närbelägna arbetarbyn. Till skillnad från övriga byggnader på Tjolöholm, som ritades av Lars Israel Wahlman, är kyrkan ritad av Hans Hedlund i Göteborg.

## Kyrkobyggnaden
De första skisserna till Tjolöholms kyrka utfördes av Hedlund 1901. De slutgiltiga ritningarna gjordes 1902 och kyrkan invigdes den 3 oktober 1904 av biskop Edvard Herman Rodhe.
Kyrkan är uppförd i en stil som samtiden kallade skotsk men som även skulle kunna kallas engelsk, men den är egentligen i en blandning av nygotik och tudorstil.
Tornet har inget tak av den typ som är vanlig på kyrktorn, utan avslutas med en krenelering. Kyrkan är byggd i grovhuggen granit, och invändigt kläddes väggarna med Skrombergaplattor. Ursprungligen var kyrkan tänkt att lysas upp med acetylengasbelysning, men arkitekten glömde att rita ett rum för gasverket. Lösningen på problemet blev levande ljus, då man ansåg att elektriskt ljus skulle bli för dyrt.
Kyrkan kom att stå oanvänd och utan underhåll under många år, men kunde efter renovering återinvigas 1994. Den rymmer 180 besökare och är ekumenisk, vilket betyder att den är öppen för alla kristna samfund. Den används (2017) för vigslar och dop samt för gudstjänster sommar- och adventstid.

## Galleri

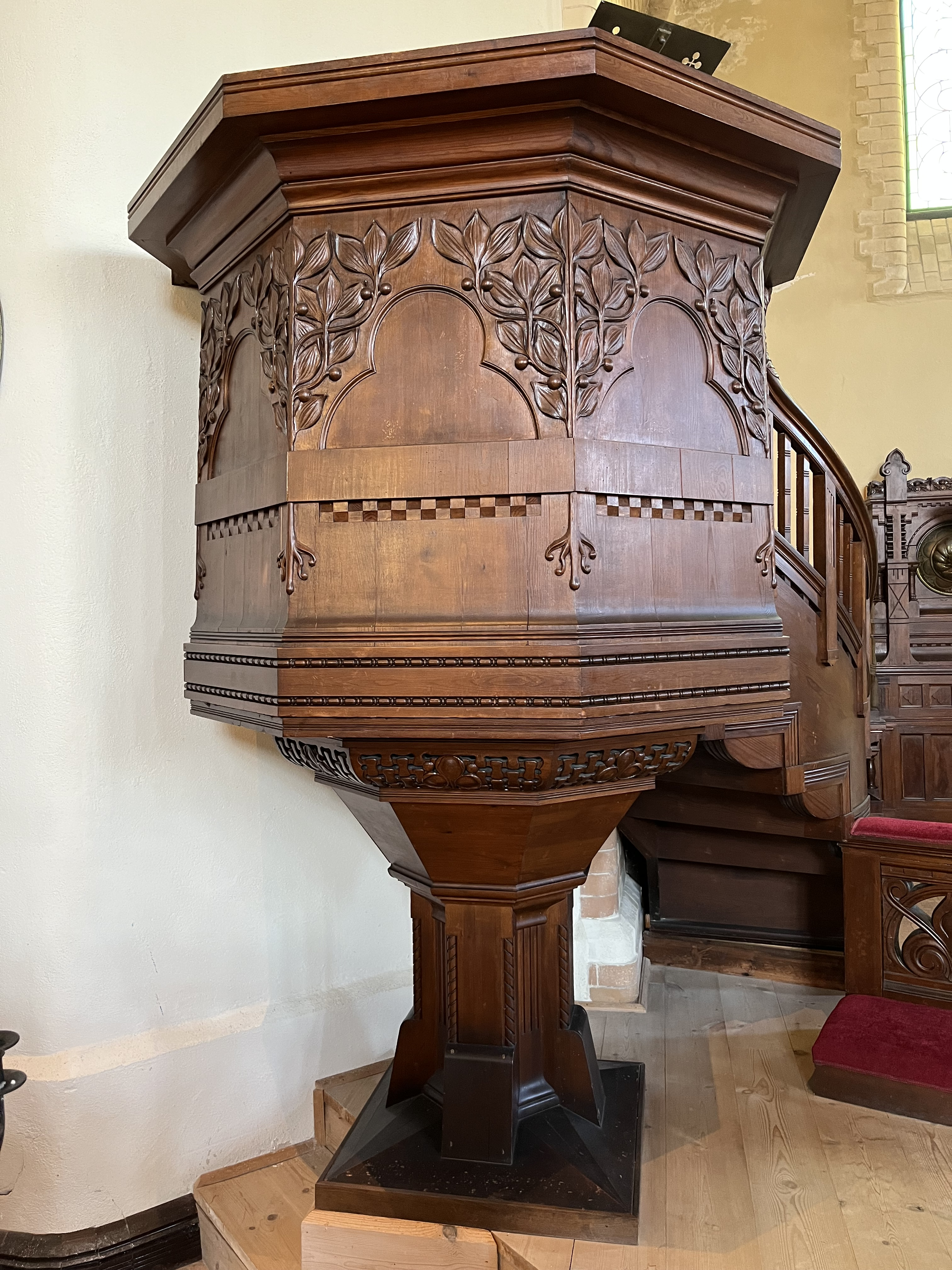
Predikstolen
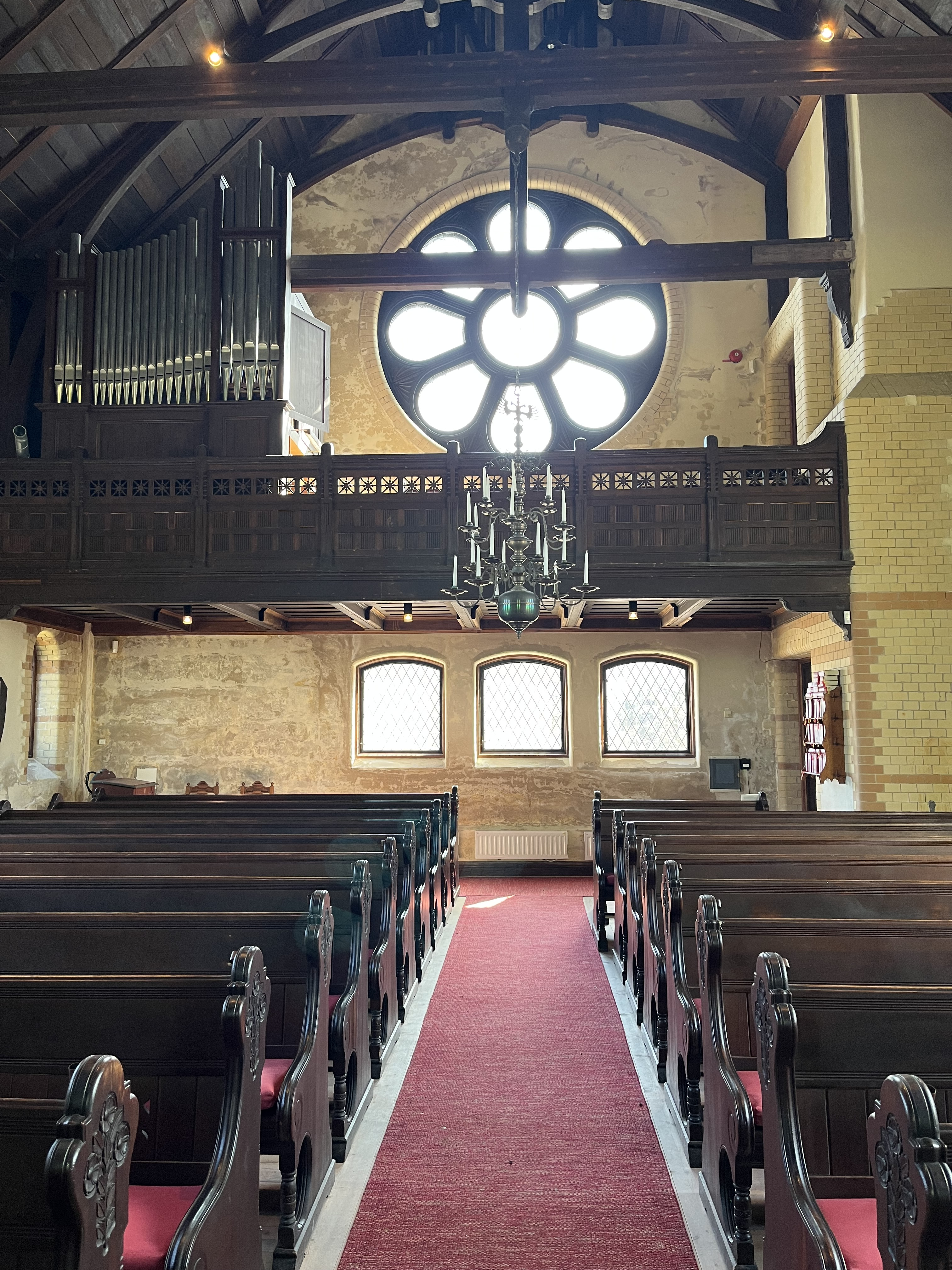
Orgelläktaren
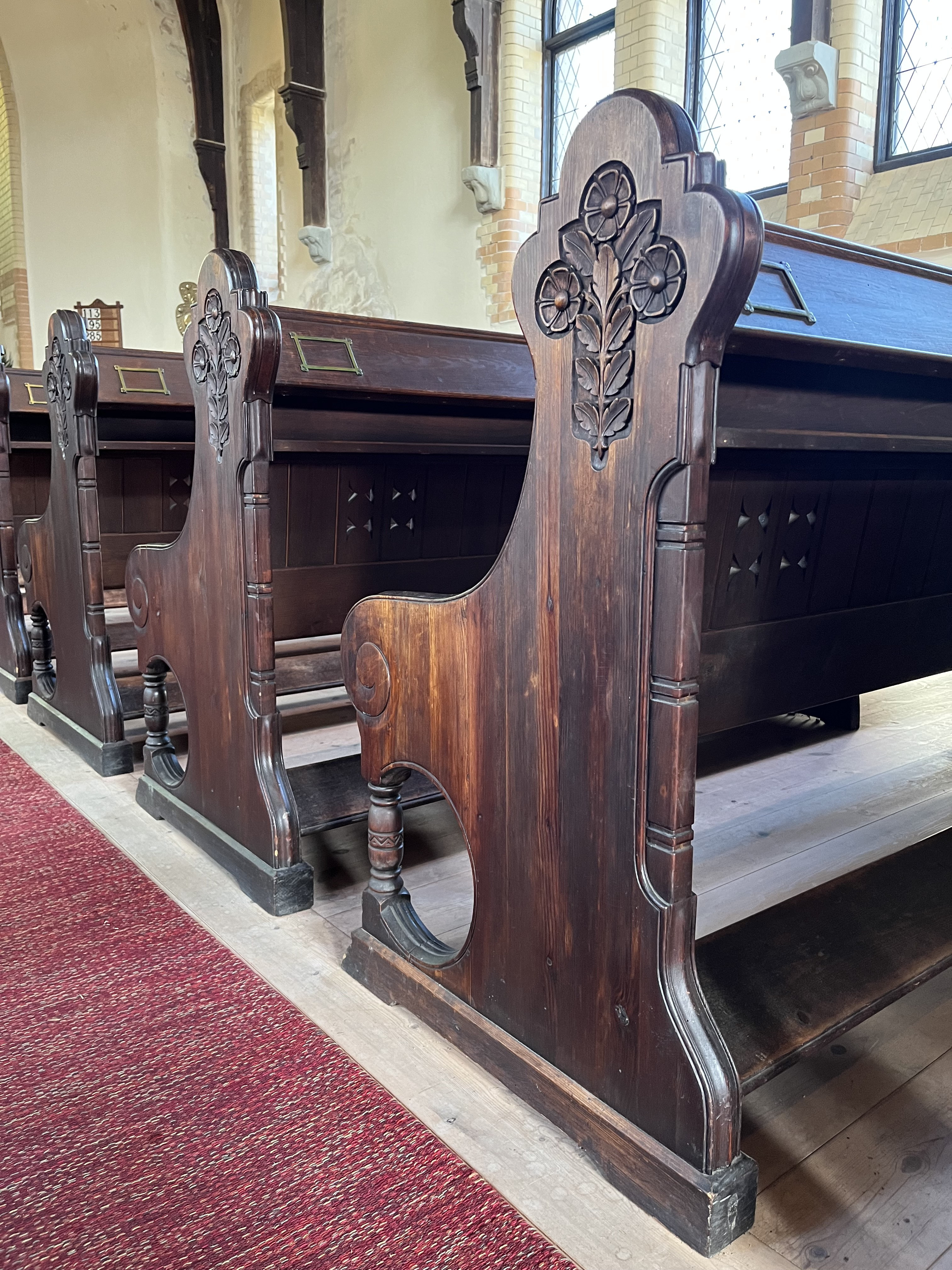
Kyrkbänk
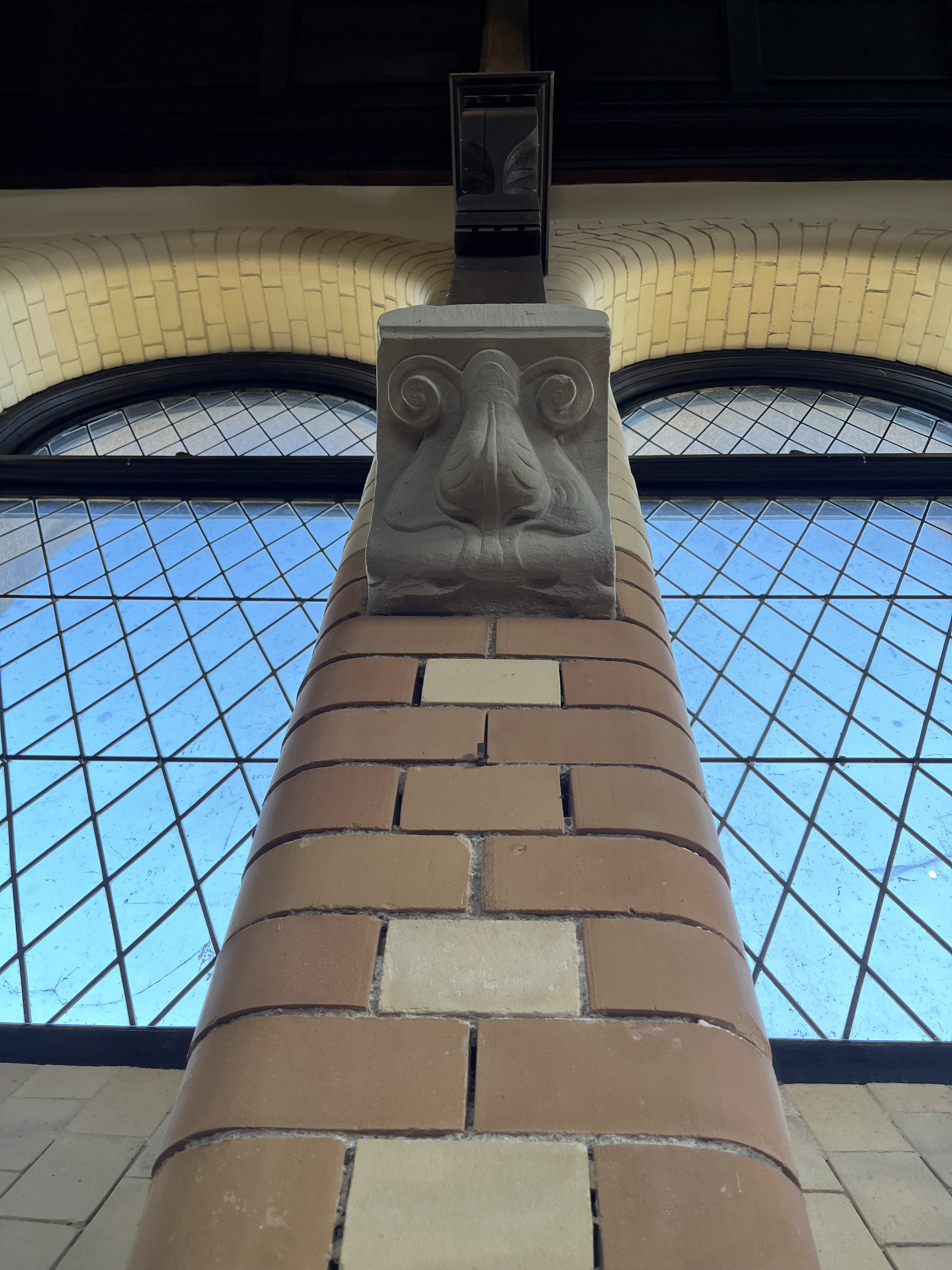
Huggen sten som bildar bas för takstolen

## Inventarier
- Altartavla, predikstol, dopfunt och bänkar är av trä med utsirade växtornament.
- I tornet hänger två klockor utförda vid Joh. A. Beckmans klockgjuteri i Stockholm. De bär inskriptionen Guds frid.
- Kyrkan fick en ny orgel 2006, bekostad genom donationer och kollekt. Den är byggd av Tostareds Kyrkorgelfabrik och har sjutton stämmor fördelade på två manualer och pedal.[3]